# Португалија на Европском првенству у атлетици на отвореном 2018.
Португалија је учествовала на 24. Европском првенству у атлетици на отвореном 2018. одржаном у Берлину, (Немачка), од 6. до 12. августа 2018. године. То је било њено двадесет треће учешће на европским првенствима на отвореном. Репрезентацију Португалије представљало је 34 спортиста (15 мушкараца и 19 жена) који су се такмичили у 19 дисциплина (8 мушких и 11 женских).
На овом првенству Португалија је заузела 7 место по броју освојених медаља са 2 медаље (2 златне). У табели успешности према броју и пласману такмичара који су учествовали у финалним такмичењима (првих 8 такмичара) Португалија је са 8 учесника у финалу заузело 18. место са 27 бодова.
| Пл. | Земља       | 1. место | 2. место | 3. место | 4. место | 5. место | 6. место | 7. место | 8. место | Бр. фин. | Бодови |
| --- | ----------- | -------- | -------- | -------- | -------- | -------- | -------- | -------- | -------- | -------- | ------ |
| 18. | Португалија | 2 − 16   | 0        | 0        | 0        | 0        | 1 - 3    | 3 - 6    | 2 - 2    | 8        | 27     |

## Учесници
| Мушкарци: - Иазалдес Насименто — 100 м - Карлос Насименто — 100 м, 4 х 100 м - Жозе Лопез — 100 м, 4 х 100 м - Рикардо дос Сантос — 400 м - Самуел Барата — 10.000 м - Диого Местре — 400 м препоне - Андре Переира — 3.000 м препреке - Дијого Антунес — 4 х 100 м - Фредерико Курвело — 4 х 100 м - Педро Исидро — 50 км ходање - Жоао Виеира — 50 км ходање - Диого Фереира — Скок мотком - Нелсон Евора — Троскок - Цанко Арнаудов — Бацање кугле - Франсиско Бело — Бацање кугле | Жене: - Лорен Доркас Базоло — 100 м - Катја Азеведо — 400 м, 4 х 400 м - Марта Пен Фреитас — 1.500 м - Сара Катарина Рибеиро — 10.000 м - Сара Мореира — 10.000 м - Инес Монтеиро — 10.000 м - Ривинилда Ментаи — 4 х 400 м - Жоселине Монтеиро — 4 х 400 м - Дороте Евора — 4 х 400 м - Ана Кабесиња — 20 км ходање - Една Барос — 20 км ходање - Инес Енрикес — 50 км ходање - Евелисе Веига — Скок удаљ - Сузана Коста — Троскок - Патрисија Мамона — Троскок - Лекабела Кваресма — Троскок, Седмобој - Елијана Бандеира — Бацање кугле - Ирина Родригес — Бацање диска - Liliana Cá — Бацање диска |  |

## Освајачи медаља (2)

### злато (2)
- Нелсон Евора — Троскок
- Инес Енрикес — 50 км ходање

## Резултати

### Мушкарци
| Атлетичар          | Дисциплина       | Лични рекорд | Квалификације     | Квалификације     | Полуфинале           | Полуфинале           | Финале                | Финале            | Детаљи |
| Атлетичар          | Дисциплина       | Лични рекорд | Резултат          | Место             | Резултат             | Место                | Резултат              | Место             | Детаљи |
| ------------------ | ---------------- | ------------ | ----------------- | ----------------- | -------------------- | -------------------- | --------------------- | ----------------- | ------ |
| Иазалдес Насименто | 100 м            | 10,16        | 10,33 КВ          | 1. у гр. 2        | 10,22 ЛРС            | 3. у гр. 2           | Нису се квалификовали | 9 / 50            |        |
| Карлос Насименто   | 100 м            | 10,13        | 10,33 КВ          | 2. у гр. 5        | 10,31                | 6. у гр. 1           | Нису се квалификовали | 14 / 50           |        |
| Жозе Лопез         | 100 м            | 10,32        | 10,38 кв          | 3. у гр. 3        | 10,40                | 6. у гр. 3           | Нису се квалификовали | 21 / 50           |        |
| Рикардо дос Сантос | 400 м            | 45,74 НР     | 45,55 КВ, НР, ЛР  | 2. у гр. 1        | 45,14 КВ, НР, ЛР     | 3. у гр. 1           | 45,78                 | 14 / 35           |        |
| Самуел Барата      | 10.000 м         | 28:24,85     |                   |                   |                      |                      | Није завршио трку     | Није завршио трку |        |
| Диого Местре       | 400 м препоне    | 50,39        | 52,65             | 11. у гр. 2       | Није се квалификовао | Није се квалификовао | Није се квалификовао  | 23 / 36 (37)      |        |
| Андре Переира      | 3.000 м препреке | 8:39,19      | 8:54,63           | 15. у гр. 2       |                      |                      | Није се квалификовао  | 27 / 27 (29)      |        |
| Жозе Лопез²        | 4 х 100 м        | 38,65 НР     | 39,09 кв, НРС     | 5. у гр. 1        |                      |                      | 39,07 НРС             | 7 / 12 (16)       |        |
| Дијого Антунес     | 4 х 100 м        | 38,65 НР     | 39,09 кв, НРС     | 5. у гр. 1        |                      |                      | 39,07 НРС             | 7 / 12 (16)       |        |
| Фредерико Курвело  | 4 х 100 м        | 38,65 НР     | 39,09 кв, НРС     | 5. у гр. 1        |                      |                      | 39,07 НРС             | 7 / 12 (16)       |        |
| Карлос Насименто²  | 4 х 100 м        | 38,65 НР     | 39,09 кв, НРС     | 5. у гр. 1        |                      |                      | 39,07 НРС             | 7 / 12 (16)       |        |
| Педро Исидро       | 50 км ходање     | 3:55:44      |                   |                   |                      |                      | 4:11:44               | 24 / 26 (35)      |        |
| Жоао Виеира        | 50 км ходање     | 3:45:17 НР   | Није завршио трку | Није завршио трку |                      |                      |                       |                   |        |
| Диого Фереира      | Скок мотком      | 5,71         | 5,36              | 18. у гр. Б       |                      |                      | Није се квалификовао  | 25 / 31 (36)      |        |
| Нелсон Евора       | Троскок          | 17,74        | 16,62 кв          | 3. у гр. Б        | 17,10 ЛРС            |                      |                       |                   |        |
| Цанко Арнаудов     | Бацање кугле     | 21,56 НР     | 19,89 кв          | 6. у гр. Б        | 20,33                | 9 / 29 (30)          |                       |                   |        |
| Франсиско Бело     | Бацање кугле     | 20,86        | 19,66             | 7. у гр. А        | Није се квалификовао | 14 / 29 (30)         |                       |                   |        |

- Такмичари у штафети обележени бројем трчали су и у појединачним дисциплинама.

### Жене
| Атлетичарка           | Дисциплина   | Лични рекорд | Квалификације      | Квалификације      | Полуфинале            | Полуфинале   | Финале                | Финале       | Детаљи |
| Атлетичарка           | Дисциплина   | Лични рекорд | Резултат           | Место              | Резултат              | Место        | Резултат              | Место        | Детаљи |
| --------------------- | ------------ | ------------ | ------------------ | ------------------ | --------------------- | ------------ | --------------------- | ------------ | ------ |
| Лорен Доркас Базоло   | 100 м        | 11,21 НР     | 11,51 кв           | 5. у гр. 2         | 11,46                 | 8. у гр. 3   | Нису се квалификовале | 19 / 37 (38) |        |
| Катја Азеведо         | 400 м        | 51,63        | 51,84 КВ, ЛРС      | 2. у гр. 1         | 52,23                 | 8. у гр. 1   | Нису се квалификовале | 18 / 42      |        |
| Марта Пен             | 1.500 м      | 4:04,53      | 4:09,40 КВ         | 3. у гр. 3         |                       |              | 4:06,54               | 6 / 21       |        |
| Сара Катарина Рибеиро | 10.000 м     | 32:21,19     |                    |                    |                       |              | 32:53,71              | 10 / 18 (26) |        |
| Инес Монтеиро         | 10.000 м     | 31:13,58     | Нису завршиле трку | Нису завршиле трку |                       |              |                       |              |        |
| Сара Мореира          | 10.000 м     | 31:12,93     | Нису завршиле трку | Нису завршиле трку |                       |              |                       |              |        |
| Ривинилда Ментаи      | 4 х 400 м    | 3:29,38 НР   | 3:33,35 НРС        | 7. у гр. 1         |                       |              | Нису се квалификовале | 12 / 15 (16) |        |
| Жоселине Монтеиро     | 4 х 400 м    | 3:29,38 НР   | 3:33,35 НРС        | 7. у гр. 1         |                       |              | Нису се квалификовале | 12 / 15 (16) |        |
| Катја Азеведо²        | 4 х 400 м    | 3:29,38 НР   | 3:33,35 НРС        | 7. у гр. 1         |                       |              | Нису се квалификовале | 12 / 15 (16) |        |
| Дороте Евора          | 4 х 400 м    | 3:29,38 НР   | 3:33,35 НРС        | 7. у гр. 1         |                       |              | Нису се квалификовале | 12 / 15 (16) |        |
| Ана Кабесиња          | 20 км ходање | 1:27:46 НР   |                    |                    |                       |              | 1:29:49               | 8 / 26 (30)  |        |
| Една Барос            | 20 км ходање | 1:35:03      | Није завршила трку | Није завршила трку |                       |              |                       |              |        |
| Инес Енрикес          | 50 км ходање | 4:05:56 НР   | 4:09:21 РЕП, ЕРС   |                    |                       |              |                       |              |        |
| Евелисе Веига         | Скок удаљ    | 6,61 НРј     | 6,61 кв, =НРј      | 7. у гр. Б         |                       |              | 6,47                  | 8 / 25 (27)  |        |
| Патрисија Мамона      | Троскок      | 14,65 НР     | 13,92              | 5. у гр. А         | Није се квалификовала | 10 / 27 (29) |                       |              |        |
| Сусана Коста          | Троскок      | 14,35        | 14,17 КВ           | 7. у гр. А         | 13,97                 | 11 / 27 (29) |                       |              |        |
| Лекабела Кваресма     | Троскок      | 13,90        | 13,87              | 12. у гр. А        | Нису се квалификовале | 19 / 27 (29) |                       |              |        |
| Елијана Бандеира      | Бацање кугле | 16,63        | 63,96              | 11. у гр. А        | Нису се квалификовале | 22 / 23      |                       |              |        |
| Ирина Родригес        | Бацање диска | 63,96        | 59,22 КВ           | 13. у гр. А        | 58.00                 | 9 / 29       |                       |              |        |
| Liliana Cá            | Бацање диска | 61,02        | 58,37 кв           | 3. у гр. А         | 58,91                 | 7 / 29       |                       |              |        |

- Такмичарке у штафети означене бројем учествовале су и у појединачним дисциплинама.

#### Седмобој
| Дисциплина    | Хана Касјанова | Хана Касјанова | Хана Касјанова | Хана Касјанова | Хана Касјанова | Хана Касјанова |
| Дисциплина    | Лич. рек.      | Резултат       | Бод.           | Плас.          | Укупно         | Плас.          |
| ------------- | -------------- | -------------- | -------------- | -------------- | -------------- | -------------- |
| 100 м препоне | 13,56          | 14,19          | 952            | 23.            | 952            | 23.            |
| Скок увис     | 1,80           | 1,79 ЛРС       | 966            | 10.            | 1.918          | 17.            |
| Бацање кугле  | 14,61          | 13,64          | 770            | 10.            | 2.688          | 13.            |
| 200 м         | 24,98          | 25,61          | 832            | 25.            | 3.520          | 18.            |
| Скок удаљ     | 6,13           | 6,10           | 880            | 13.            | 4.400          | 13.            |
| Бацање копља  | 41,23          | 39,27          | 653            | 23.            | 5.053          | 20.            |
| 800 м         | 2:11,03        | 2:14,70        | 897            | 11.            | 5.950          | 16.            |
| Седмобој      | 6.174          |                |                |                | 5.950 ЛРС      | 16 / 22 (29)   |